# トロス山脈

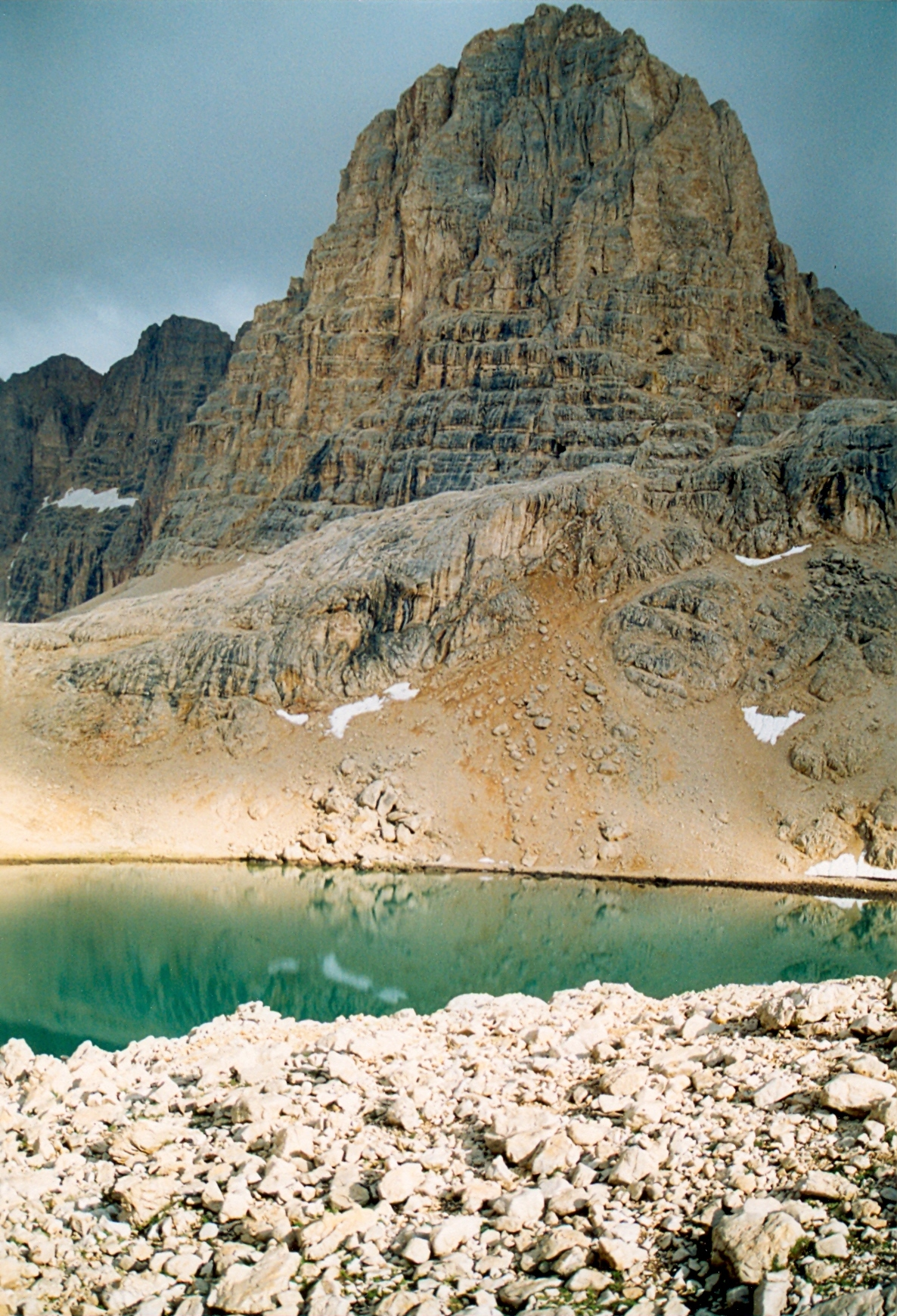
アラ山脈のディレクタシュ山とイエディ・ギョレール（7つの湖）。

トロス山脈（トウロス山脈、タウロス山脈、トルコ語: Toros Dağları, 英語: Taurus Mountains）は、トルコ南部の山脈。トルコ中央部とトルコ南部の地中海地方を分けている。
トロス山脈の一部であるアラ山脈とボルカール山脈は石灰岩質のためカルスト地形となっており、滝や伏流水、大きな洞窟などが多い。マナヴガト川の源流はベイ山脈の南側斜面にある。

## 位置と地形

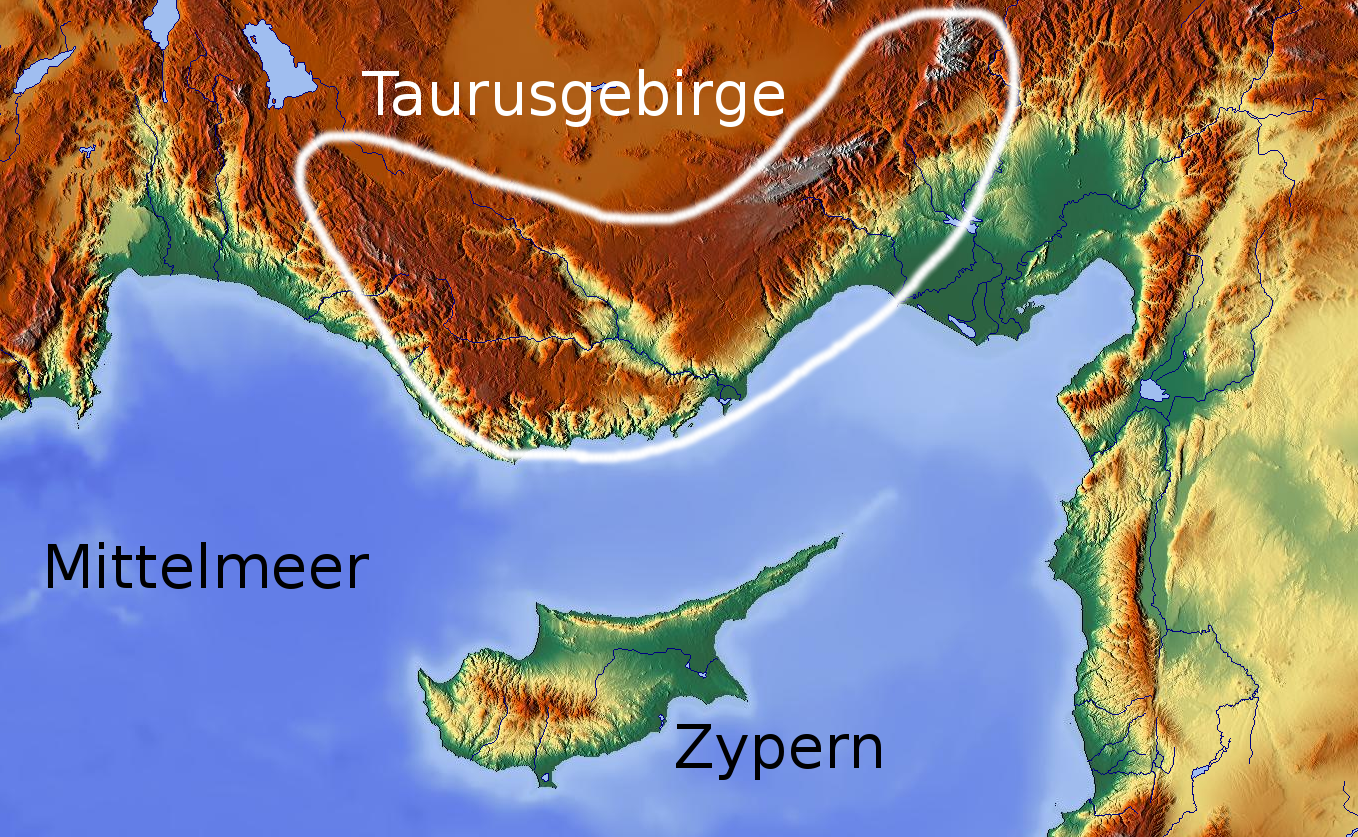
白線内が一般的な意味でのトロス山脈

一般には、西はエーリディル湖から東はジェイハン川中流あたりまでを指す。広義にはさらに東のアンティトロス山脈を含む場合もあり、その場合の東端はユーフラテス川やチグリス川の源流あたりになる。
トロス山脈の各々の山の標高は3,000–3,700メートルほどである。トロス山脈は次の4つに分けることができる。
- ベイ山脈（Bey Dağları）。最高峰はクズラル・シヴリシ（Kızlar Sivrisi）、3086メートル。
- アラ山脈（トルコ語版）（Aladağlar）。アラ山脈の最高峰はデミルカズク（Demirkazık）で、トロス山脈の最高峰でもある。3756メートル。
- ボルカール山脈（Bolkar Dağları）。南東に位置する。最高峰はメデツィズ（Medetsiz）、3524メートル。
- ムンズール山脈（Munzur Dağı）。北東に位置する。最高峰はアクババ（Akbaba）、3462メートル。
  - メルジャン山脈（Mercan Dağı）。ムンズール山脈の一部。

## 歴史

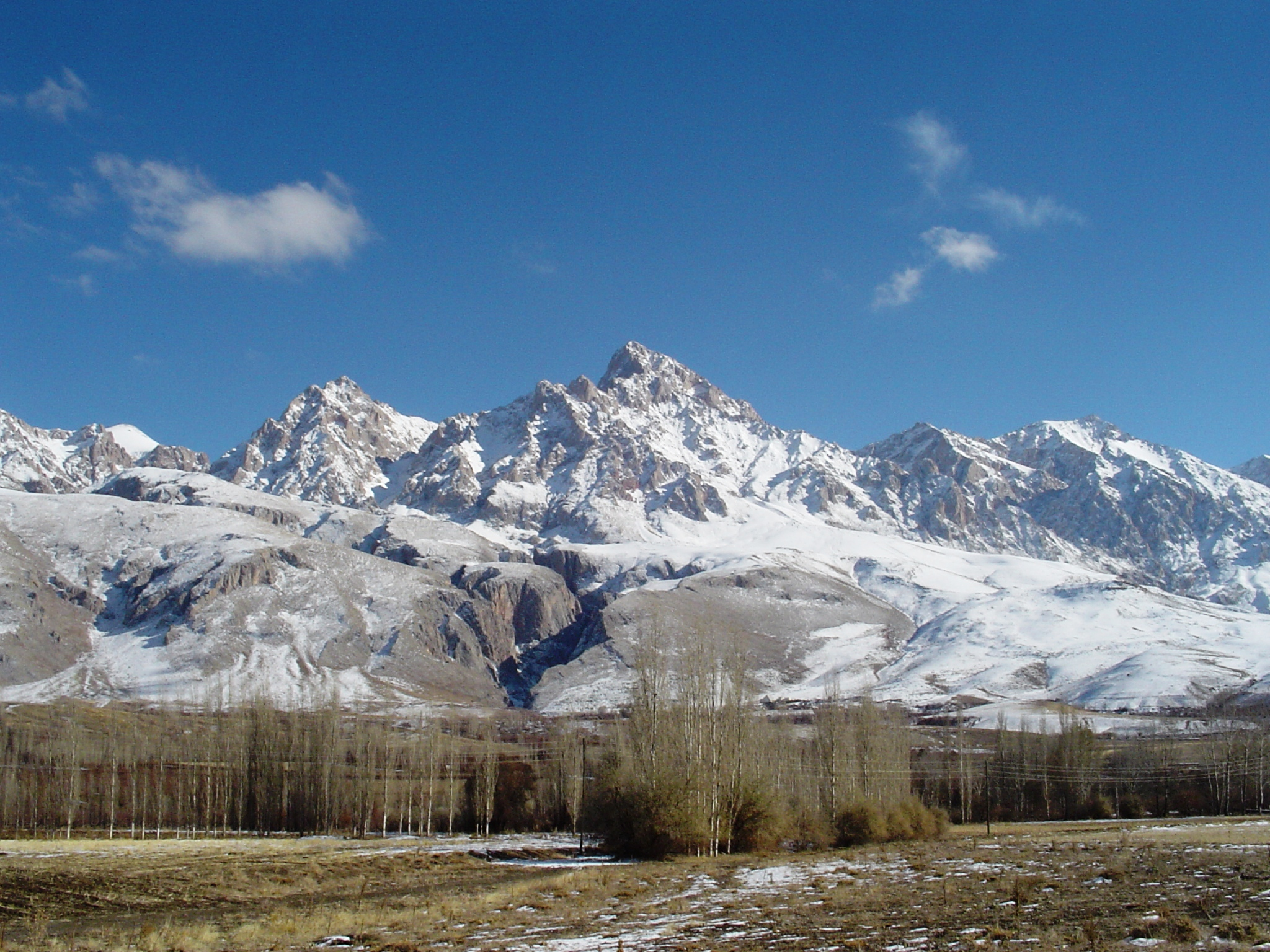
ニーデ県にあるデミルカズク山。トロス山脈の最高峰

トロス山脈は青銅器時代からケステル (Kestel) を中心としてスズの産地であった。トロス山脈はタルススを中心とする南部のキリキア地方を隔てる位置にあり、トロス山脈に設けられた山道はキリキアの門（en, トルコ語: Gülek Boğazı）と呼ばれた。第一次世界大戦中、トロス山脈に設けられたドイツとトルコを結ぶ鉄道は、中央同盟国側にとって戦略上重要であった。戦争の結果、キリキアは一時的にフランス領となっている

## 娯楽施設
ハイキングや登山が可能である。スキー場が2つあり、ひとつはイスパルタから25キロメートルの位置にあるダブラス (Davras) 、もう1つはアンタルヤから40キロメートルの位置にあるサクルケント (Saklıkent) にある。